# دراژان یرکوویچ
دراژان یرکوویچ (کرواتی: Dražan Jerković؛ ۶ اوت ۱۹۳۶ – ۹ دسامبر ۲۰۰۸) یک بازیکن فوتبال اهل کرواسی-یوگسلاو بود.
وی همچنین در تیم ملی فوتبال کرواسی بازی کرده است.